# Панино (Воронежская область)
Па́нино — посёлок городского типа, административный центр Панинского района Воронежской области России и городского поселения Панино.

## География
Расположен в 65 км к востоку от Воронежа. Железнодорожная станция (Тулиново) на ветке «Графская—Анна» (от линии «Грязи—Воронеж I»).

## История
Основан в 1890 году (назван в честь владелицы этих земель — графини Паниной). Статус посёлка городского типа — с 1968 года.
В 2007 году в Панино была построена церковь Казанской иконы Божией Матери.

## Население
| 1959  | 1970  | 1979  | 1989  | 2002  | 2005  | 2009  | 2010  | 2012  |
| ----- | ----- | ----- | ----- | ----- | ----- | ----- | ----- | ----- |
| 4995  | ↗6394 | ↗7024 | ↗7918 | ↘7264 | →7264 | ↘6829 | ↘6672 | ↘6485 |
| 2013  | 2014  | 2015  | 2016  | 2017  | 2018  | 2020  | 2021  |       |
| ↘6348 | ↘6254 | ↘6238 | ↘6190 | ↘6129 | ↘6017 | ↘5911 | ↗5995 |       |

## Экономика
- Механический завод[2]
- Элеватор

## Города побратимы
- Билеча, Босния и Герцеговина[20].

## Известные люди
- Бакаева, Ольга Семёновна (1914—2000) — Герой Социалистического Труда.
- Солнцев, Константин Александрович (род. 1950) — академик РАН.